# Estación de Évora
La Estación Ferroviaria de Évora, también conocida como Estación de Évora, es una plataforma ferroviaria de la Línea de Évora y de los Ramales de Reguengos y Mora, que sirve a la localidad de Évora, en Portugal.

## Características

### Vías y plataformas
En enero de 2011, tenía tres vías de circulación, dos con 462 metros de longitud, y la tercera con 379 metros; las plataformas tenían todas 40 centímetros de altura, y 155 y 75 metros de longitud.

## Historia

### sigloXIX
La conexión entre Novas y Évora fue inaugurada el 14 de septiembre de 1863, por la Compañía de los Ferrocarriles del Sudeste; el tramo siguiente, hasta Estremoz, entró en servicio el 22 de diciembre de 1873.

### sigloXX
El 16 de marzo de 1903, una ordenanza aprobó el plan para la realización de obras en esta estación, de forma que aumentase su capacidad para los servicios de mercancías, cuyo movimiento estaba, en aquel momento, excediendo las infraestructuras disponibles; este documento fue elaborado por el ingeniero-jefe de Vía y Obras, Augusto Victor da Costa Sequeira, bajo órdenes del Consejo de Administración. Las obras consistía en la construcción de muelles cubiertos y descubiertos, y de las correspondientes vías de acceso y maniobras, al norte de la estación, y de la modificación de las vías al sur de la estación, debiendo ser construida una línea perdida, para el cargado de corteza. Esta zona no debería tener ningún edificio, de forma que pudiese ser modificada cuando fuese concluida la conexión en las Líneas de Ponte de Sôr y Reguengos.
Una ley del 1 de julio del mismo año autorizó la construcción de la Línea de Ponte de Sôr, siendo el primer tramo hasta Arraiolos abierto a la explotación el 21 de abril de 1907; posteriormente la construcción de la línea hasta Reguengos de Monsaraz fue ordenada por una ley del 24 de abril de 1903, siendo esta conexión inaugurada el 6 de abril de 1927.